# Mihail Južnjij
Mihail Mihailovič Južnjij (Moskva, 25. lipnja 1982.) ruski je profesionalni tenisač. 
Južnjij je trenutačno najbolje rangirani ruski tenisač. Svoj prvi turnir u profesionalnoj karijeri osvojio je u Stuttgartu 2002., pobijedivši u finalu Argentinca Guillerma Cañasa 6:3, 3:6, 3:6, 6:4, 6:4. Najveći uspjeh na Grand Slam turnirima ostvario je polufinalima US Opena 2006. i 2010. godine.
Poznat je po svom bekhendu, kojeg odigrava jednoručno.
Od njegove 12. godine trener mu je Boris Sobkin. Član je teniske sekcije športskog društva CSKA Moskva.

## Vanjske poveznice
- Mihail Južnji na stranici ATP-a
- Neslužbena stranica (rus.)

### Ostali projekti
|  | Zajednički poslužitelj ima još gradiva o temi Mihail Južnjij |